# Кирко, Игорь Михайлович
И́горь Миха́йлович Кирко́ (16 апреля 1918, Бежица, Орловская губерния — 26 ноября 2007, Пермь) — советский и российский учёный в области физики, академик Латвийской академии наук, один из создателей академической науки в Латвии, директор Института физики АН Латвийской ССР, профессор кафедры общей физики Пермского университета (1973-2007), член Президиума УНЦ АН СССР (1977-1986), создатель и глава первого в Перми научного кооператива (Институт физических проблем технологии «Магнит», с 1990), один из основоположников магнитной гидродинамики в СССР.
Вёл научные исследования по широкому спектру направлений, в первую очередь, в магнитной гидродинамике и электродинамике сплошной сред, выступил основоположником ряда разделов теоретической и прикладной науки. Крупный организатор академической науки в Латвии и на Западном Урале.

## Биография
Игорь Михайлович Кирко родился в городе Бежица (с 1956 года город Бежица в городской черте Брянска). Окончил среднюю школу в Москве (1935), в том же году поступил на физический факультет Московского государственного университета (МГУ), который окончил в 1941 году.
В 1940—1942 годах работал в Москве в ЦНИИ тяжёлого машиностроения, инженер. Затем — в НИИ наркомата миномётного вооружения (1942—1944). Призывался в вооружённые силы, демобилизован в 1943 году.
Предложил прибор для обнаружения электризации, который спас многих советских солдат от поражения током при форсировании водных преград и преодолении другого рода заграждений.
С 1944 по 1945 год учился в аспирантуре МГУ, по окончании которой защитил кандидатскую диссертацию.
В 1945 году по семейным обстоятельствам (женился) переехал в Ригу. Преподавал физику в Рижском речном училище и в Латвийском государственном педагогическом институте, в последнем был заведующим кафедрой физики в 1946—1948 годах.
В 1948 году возглавил Институт физики АН Латвийской ССР, где проработал в этой должности до 1967 года. Один из создателей академической науки в Латвии.
В 1950—1972 годах преподавал в Латвийском государственном университете, с 1973 — профессор кафедры общей физики. Преподавал также в Рижском ВВИКУ. Подготовил 54 кандидата и 14 докторов наук.
Доктор физико-математических наук (1959), тема диссертации «Исследование электромагнитных явлений в металлах методом размерности и подобия».
Член-корреспондент (1959), академик (1966) и иностранный член (1992) Латвийской академии наук.
Один из создателей научного журнала «Магнитная гидродинамика», редактор (1965—1968) и член редколлегии.
В 1972 году перешёл на работу в Институт механики сплошных сред Уральского научного центра АН СССР (УНЦ АН СССР) в городе Пермь. Заведующий лабораторией физической гидродинамики отдела физики полимеров (1972—1980), затем — заведующий отделом магнитной гидродинамики (1980—1987). С 1987 по 1990 год руководил Отделом магнитной динамики в Уральском филиале Института машиноведения им. А. А. Благонравова АН СССР.
Организовал филиал лаборатории физической гидродинамики на Березниковском титано-магниевом комбинате.
С 1973 года преподавал в Пермском университете, профессор кафедры общей физики.
Член Президиума УНЦ АН СССР (1977—1986). В 1983 году избран членом Национального комитета по теоретической и прикладной механике СССР.
В 1990 году возглавил созданный им первый в Перми научный кооператив — Институт физических проблем технологии «Магнит».
Был награждён рядом медалей : «3а доблестный труд в Великой Отечественной войне 1941—1945 гг.», «За оборону Москвы», «Двадцать лет Победы в Великой Отечественной войне 1941—1945 гг.», «Тридцать лет Победы в Великой Отечественной войне 1941—1945 гг.», «Сорок лет победы в Великой Отечественной войне 1941—1945 гг.», «Ветеран труда».

## Научные интересы
Вёл исследовательскую работу в области магнетизма, электродинамики, электро- и магнитной гидродинамики, гидродинамики жидких металлов, проблеме самовозбуждения магнитных полей. Занимался созданием накопителей энергии, озонаторов, МГД-насосов. Полученные результаты нашли приложения при создании МГД-насоса для одного из первых атомных реакторов на искусственном спутнике Земли. Участник перспективных исследований по разработке и испытаниям энергетических установок для полётов на Марс.
Провёл эксперимент в натриевом контуре реактора БН-600 Белоярской атомной электростанции по выявлению возникновения магнитного поля Земли.
Создал научные школы в области магнитной гидродинамики в Риге и Перми. Автор более 300 научных трудов и более чем 60 изобретений.